# Kanton Neuchâtel
Kanton Neuchâtel er en kanton i Schweiz. Hovedstaden hedder Neuchâtel ligesom kantonen. Kantonen grænser mod nordvest til Frankrig, mod nord til Jura, mod nordøst til Bern, og mod syd til Vaud. Mod øst er kantonen afgrænset af søen Lac de Neuchâtel.
- Wikimedia Commons har flere filer relateret til Kanton Neuchâtel

46°59′N 6°47′Ø / 46.98°N 6.78°Ø